# Страминоаса (Бакау)
Страминоаса (рум. Străminoasa) насеље је у Румунији у округу Бакау у општини Плопана. Oпштина се налази на надморској висини од 185 m.

## Становништво
Према подацима из 2002. године у насељу је живело 482 становника, од којих су сви румунске националности.